# 588 (numero)
Cinquecentottantotto (588) è il numero naturale dopo il 587 e prima del 589.

## Proprietà matematiche
- È un numero pari.
- È un numero composto.
- È un numero abbondante.
- È un numero di Smith nel sistema numerico decimale.
- È un numero di Harshad.
- È un numero palindromo nel sistema di numerazione posizionale a base 13 (363).
- È un numero pratico.

## Astronomia
- 588 Achilles è un asteroide della fascia principale del sistema solare.
- NGC 588 è una nebulosa diffusa della costellazione del Triangolo.

## Astronautica
- Cosmos 588 è un satellite artificiale russo.